# C-704
El C-704 es un misil antibuque hino. El misil fue desarrollado por el tercer instituto de investigación del Grupo Aeroespacial Chino, también fabricante del C-701.

## Diseño
Este misil antibuque está diseñado específicamente para objetivos con un desplazamiento de entre 1.000 y 4.000 toneladas. Ni los misiles antibuque pequeños como el TL-6 y el C-701 ni los grandes como el C-802 y el Silkworm son rentables cuando se utilizan para este fin.

## Desarrollo
Para acelerar el desarrollo y reducir los riesgos, el desarrollador adoptó tecnologías del C-701. El nuevo misil resultante aparece como una versión ampliada del C-701, con una ojiva más grande. Sin embargo, se adopta un buscador completamente nuevo, es un buscador de radar de ondas centimétricas en lugar del de televisión, con imágenes de infrarrojos y buscadores de radar de ondas milimétricas para el C-701. El C-704 tiene el doble de alcance que el C-701.

## Implementación
Varias plataformas, incluidas aeronaves, barcos de superficie de diverso tamaño y desde tierra/vehículos. Al igual que el C-701, este misil aún no se puede lanzar desde un submarino. El misil antibuque C-704 se puede integrar fácilmente con los sistemas C4I actuales, como los del C-701.

## Historial

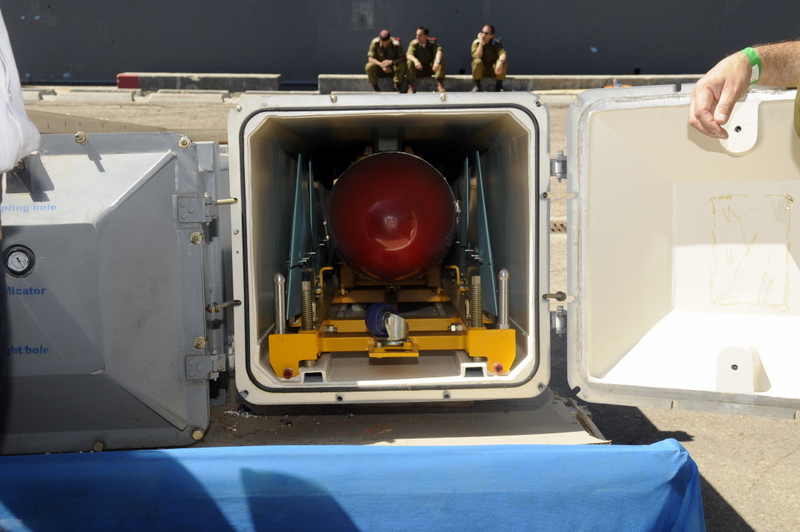
C-704 supuestamente capturado por la Marina de Israel en el año 2011.

La versión armada con buscador de radar es la única versión que apareció en la sexta exhibición aérea de Zhuhai, en la que los fabricantes confirmaron que el desarrollo de buscadores láser de imágenes infrarrojas y de televisión ya había estado en progreso, y al igual que el C-701, el C-704 en algún momento se convertirá en un misil aire-tierra de uso general que podría alcanzar varios objetivos. Esto convertiría al C-704 en un equivalente chino del AGM-65 E/F/G/J/K Maverick estadounidense.
El 16 de marzo de 2011, las Fuerzas de Defensa de Israel supuestamente interceptaron un cargamento de seis misiles C-704 con lanzadores y unidades de radar Kelvin Hughes, junto con otras municiones a bordo del buque de carga Victoria, de bandera liberiana y gestionado por una compañía naviera francesa, en ruta desde Turquía a Alejandría (Egipto) en aguas internacionales por la Marina de Israel. Se sospechaba que los misiles eran de origen iraní, enviado a Hamás en la Franja de Gaza para su uso en ataques contra buques navales israelíes.
En 2013, la corbeta BNS  Dhaleshwari de la Armada de Bangladés disparó cuatro misiles antibuque C-704 en un ejercicio naval nacional y los cuatro alcanzaron su objetivo con éxito.
El 14 de septiembre de 2016, el presidente de Indonesia presenció dos disparos fallidos de misiles C-705 durante una manifestación de la Armada de Indonesia. El primer misil no se lanzó cuando se le ordenó, pero se disparó inesperadamente cinco minutos después y no dio en el blanco. El segundo misil disparó como se esperaba pero falló durante el vuelo.